# Северо-Эвенский район
Се́веро-Эве́нский район — административно-территориальная единица (район) в Магаданской области России.
В рамках организации местного самоуправления в границах района функционирует Северо-Эвенский муниципальный округ (с 2015 до 2022 гг. — городской округ, с 2006 до 2015 гг. — муниципальный район).
Административный центр — посёлок городского типа Эвенск.

## География
Район расположен на северо-востоке области. Площадь — 102 тыс. км². Северную часть района занимает Колымское нагорье (высоты до 1500 м), южная часть, выходящая к Охотскому морю — более низменная. Северо-Эвенский район занимает территорию в зоне арктической горной тайги и лесотундры.
Гидрография
Северо-Эвенский район (округ) богат различными водоёмами. Всего по его территории пролегают более 220 водотоков различного уровня со своими притоками. Не менее 190 из них являются ручьями, а около 30 малыми, средними и большими реками. Из всего многообразия водотоков не менее 142 ручьев и 20 рек впадают в Гижигинскую губу, а не менее 48 ручьев и 6 рек в Пенжинскую губу залива Шелихова Охотского моря. Одна река, протекающая по территории Северо-Эвенского округа, является крупным притоком самой большой реки Северо-востока России Колымы. Кроме водотоков, о которых уже сказано, на территории Северо-Эвенского округа расположено более 12500, в основной массе мелких, озёр. Обеспеченность подземными водами.
Объекты животного и растительного мира, в том числе включенные в Красные книги Российской Федерации, Магаданской области
На территории округа находится Государственный заказник «Тайгонос» созданный с целью сохранения уникальной природы и воспроизводства её животного мира, наиболее ценным является снежный баран, который занесен в Красную книгу. В естественных природных условиях можно наблюдать жизнь большого количества разнообразных диких животных и птиц и оставить в памяти неизгладимые впечатления. (Популяции лося, бурого медведя, снежного барана на нашей территории относятся к одним из самых крупных на Земле). С июля по октябрь идет массовый ход рыбы лососевых пород по рекам и ручьям округа.
Рекреационно-туристические и бальнеологические ресурсы
Природно-рекреационный потенциал округа обладает высоким разнообразием, что во многом объясняется особенностями географического положения территории, её историко-экономического развития. Уникальны природно-климатические условия округа, он богат растительным и животным миром, морскими биоресурсами, природными ископаемыми. Геологами выявлены, и уже разведаны месторождения коренного и рассыпного золота, железа, серебра, бурого угля и стройматериалов. Реки округа доминируют двумя видами лососевых рыб — горбуша и кета. Северо-Эвенская акватория Охотского моря богата камчатской нерестовой сельдью. В прибрежной части нерестится навага, треска, мойва, камбала, корюшка. Во внутренних водоёмах округа много пресноводной рыбы — голец, хариус, щука, налим и др. В городской округе имеется огромный потенциал для охотничье-рыболовного туризма (в том числе спортивная охота), геологического и экологического туризма.

## История
Северо-Эвенский район образован 9 июля 1931 года с центром в селе Наяхан в составе Охотско-Эвенского национального округа Дальневосточного края.
С 1934 года в составе Нижне-Амурской области Хабаровского края.
В 1938 году в районе начались работы по первоначальному землеустройству. Бывшие кочевники строили дома, школы, фельдшерские пункты, учились работать на центральных усадьбах хозяйств.
В это время в районе насчитывалось восемь населённых пунктов: Наяхан (304 жителя в 1939 году), Камешки, Гарманда, Таватум, Меренга, Вилига.
В 1940 году в Северо-Эвенском районе был образован посёлок Омсукчан.
18 апреля 1951 года Указом Президиума Верховного Совета РСФСР райцентр из разрушенного наводнением села Наяхан был перенесён в село Эвенск, которое в 1962 году становится посёлком городского типа. Туда же переселилась большая часть жителей Наяхана.
3 декабря 1953 года район вошёл в состав новообразованной Магаданской области.
С образованием Магаданской области, Решением исполнительного комитета Магаданского областного Совета Депутатов трудящихся «О переносе и организации новых городских окружных центров области» от 19 января 1954 года из состава Пенжинского района Корякского национального округа к Северо-Эвенскому району были переданы сельские Советы с населёнными пунктами (сёлами): Верхний Парень, Гижига, Арестово, Авеково, Чайбуха, Тополовка.
16 июля 1954 года от Северо-Эвенского района к новообразованному Омсукчанскому району отошли посёлки Омсукчан, Галимый, сёла Вилига, Меренга и другие.

## Население
Район
| 1939  | 1959  | 1970  | 1979  | 1989  | 2002  | 2009  | 2010  |
| ----- | ----- | ----- | ----- | ----- | ----- | ----- | ----- |
| 1793  | ↗4781 | ↗6164 | ↗7475 | ↗8275 | ↘3744 | ↘2675 | ↘2666 |
| 2011  | 2012  | 2013  | 2014  | 2015  | 2016  | 2017  | 2018  |
| ↘2644 | ↘2469 | ↘2364 | ↘2290 | ↘2221 | ↘2194 | ↘2071 | ↘1968 |
| 2019  | 2020  | 2021  | 2023  |       |       |       |       |
| ↘1946 | ↘1876 | ↘1581 | ↘1525 |       |       |       |       |

Муниципальный (городской) округ
| 1939  | 1959  | 1970  | 1979  | 1989  | 2002  | 2009  | 2010  |
| ----- | ----- | ----- | ----- | ----- | ----- | ----- | ----- |
| 1793  | ↗4781 | ↗6164 | ↗7475 | ↗8275 | ↘3744 | ↘2675 | ↘2666 |
| 2011  | 2012  | 2013  | 2014  | 2015  | 2016  | 2017  | 2018  |
| ↘2644 | ↘2469 | ↘2364 | ↘2290 | ↘2221 | ↘2194 | ↘2071 | ↘1968 |
| 2019  | 2020  | 2021  | 2023  |       |       |       |       |
| ↘1946 | ↘1876 | ↘1581 | ↘1525 |       |       |       |       |

По данным Всероссийской переписи населения 2021 года национальный состав был следующим:
| Народ     | Численность, чел. |  |
| --------- | ----------------- |  |
| эвены     | 425 ▼             |  |
| русские   | 558 ▼             |  |
| эвены     | 411 ▼             |  |
| ительмены | 45 ▼              |  |
| другие    | 142 ▼             |  |
| всего     | 1 581 ▼           |  |

### Урбанизация
Городское население (пгт Эвенск) составляет 81,51 % от всего населения района (округа).

### Национальный состав
Район — место компактного проживания коренных малочисленных народов Севера (коряки, эвены, чукчи, ительмены). Их доля от общего населения составляет 59 %[уточнить].

## Населённые пункты
В состав района (округа) входят 6 населённых пунктов, в том числе один городской населённый пункт — посёлок городского типа (рабочий посёлок) — и 5 сельских населённых пунктов:
| № | Населённый пункт | Тип      | Население |
| - | ---------------- | -------- | --------- |
| 1 | Эвенск           | пгт (рп) | ↘1243     |
| 2 | Верхний Парень   | село     | ↘73       |
| 3 | Гарманда         | село     | ↘56       |
| 4 | Гижига           | село     | ↘98       |
| 5 | Тополовка        | село     | ↘54       |
| 6 | Чайбуха          | посёлок  | ↘0        |

### Упразднённые населённые пункты
В 2017 году упразднён посёлок Малая Чайбуха.
Ранее с 1950-х годов были упразднены сёла Наяхан (после наводнения 1951), Авеково, Арестово, Камешки, Таватум.

## Муниципальное устройство
В рамках организации местного самоуправления в границах района функционирует Северо-Эвенский муниципальный округ (с 2015 до 2022 гг. — городской округ, с 2006 до 2015 гг. — муниципальный район).
С 2005 до 2015 гг. в существовавшем тогда муниципальном районе выделялись 5 муниципальных образований, в том числе одно городское и 4 сельских поселения, а также межселенная территория без какого-либо статуса муниципального образования:
| №        | Муниципальное образование | Административный центр | Количество населённых пунктов | Население (чел.) |
| -------- | ------------------------- | ---------------------- | ----------------------------- | ---------------- |
| 1e-06    | Городское поселение:      |                        |                               |                  |
| 1        | посёлок Эвенск            | пгт Эвенск             | 1                             | 1571 (2015)      |
| 1.000002 | Сельские поселения:       |                        |                               |                  |
| 2        | село Верхний Парень       | село Верхний Парень    | 1                             | 135 (2015)       |
| 3        | село Гарманда             | село Гарманда          | 1                             | 153 (2015)       |
| 4        | село Гижига               | село Гижига            | 1                             | 245 (2015)       |
| 5        | село Чайбуха              | посёлок Чайбуха        | 1                             | 51 (2015)        |
| 5.000003 | Межселенная территория:   |                        |                               |                  |
| 5.000004 | Межселенная территория    |                        | 2                             |                  |

В 2015 году все городское и сельские поселения были упразднены и вместе с муниципальным районом в рамках организации местного самоуправления преобразованы путём их объединения в Северо-Эвенский городской округ.
В рамках административно-территориального устройства продолжает выделяться Северо-Эвенский район.
К 1 января 2023 года городской округ преобразован в Северо-Эвенский муниципальный округ.

## Экономика
Основные отрасли хозяйства — добыча золота, оленеводство и рыболовство. Автомобильных и железных дорог в районе нет.

### Здравоохранение
Северо-Эвенская районная больница-районная больница находящиеся в Северо-Эвенском районе Магаданской области

## Природные ресурсы
На территории есть богатые залежи золота, бурых углей, яшмы, сланцев, горного хрусталя, агата, берилла, пренита, янтаря и др. Также в районе много горячих источников, самый знаменитый из них — Таватумский, где каждое лето действует детский лагерь, в который едут дети со всей области.

## Рыболовство
В реках преобладают два вида рыбы — кета и горбуша. Морское побережье богато нерпой, белухой, сельдью, навагой, треской, мойвой, корюшкой и др. Во внутренних водоемах много пресноводной рыбы — хариуса, щуки, налима.